# Mon père, ce héros
Mon père, ce héros é um filme francês de 1991 dirigido por Gérard Lauzier. 
Este longa teria uma nova versão em 1994 com Gérard Depardieu repetindo seu papel.

## Elenco
- Gérard Depardieu .... André
- Marie Gillain .... Véronique
- Patrick Mille
- Catherine Jacob
- Charlotte de Turckheim
- Gérard Hérold
- Jean-François Rangasamy
- Koomaren Chetty
- Evelyne Lagesse
- Benoît Allemane
- Franck-Olivier Bonnet
- Yan Brian
- Nicolas Sobrido